# Sminthopsis virginiae
Sminthopsis virginiae là một loài động vật có vú trong họ Dasyuridae, bộ Dasyuromorphia. Loài này được de Tarragon mô tả năm 1847.

## Hình ảnh

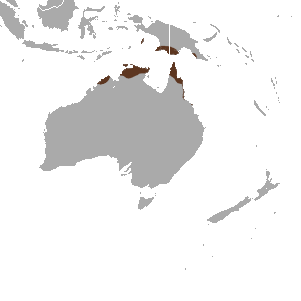